# Ryad Kenniche
Ryad Kamar Eddine Kenniche (Hussein Dey, 30 de abril de 1993) é um futebolista profissional argelino que atua como defensor, atualmente defende o ES Sétif.

## Carreira

### Rio 2016
Ryad Kenniche fez parte do elenco da Seleção Argelina de Futebol nas Olimpíadas de 2016, sendo o capitão da equipe.